# Mato Damjanović
Mato Damjanović (* 23. März 1927 in Đeletovci; † 12. Februar 2011 in Zagreb) war ein jugoslawischer, später kroatischer Schachgroßmeister.

## Erfolge
Ihm wurde 1962 von der FIDE der Titel Internationaler Meister und 1964 nach dem Erfolg in Sotschi der Großmeistertitel verliehen.
Damjanović erreichte mit der jugoslawischen Mannschaft bei der Schacholympiade 1960 in Leipzig den dritten und bei der Mannschaftseuropameisterschaft 1965 in Hamburg den zweiten Platz.
Turnierresultate:

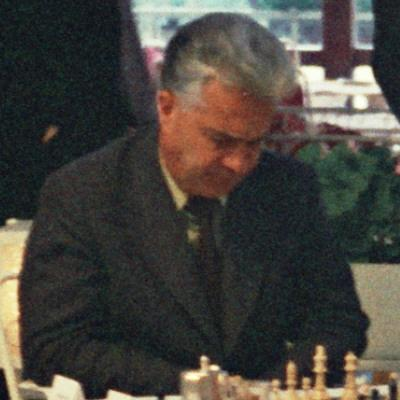
Mato Damjanović, Dortmunder Schachtage 1974

- 1964 Sotschi Tschigorin Memorial: 2. Platz
- 1969 Zagreb: 1. Platz
- 1969 Amsterdam IBM: 4. Platz
- 1970 Bad Pyrmont: 1. Platz
- 1972 Zagreb: 2. Platz
- 1974 Dortmund: 4. Platz

Im Jahre 2006 wurde er vom Schachweltverband FIDE vom 1. März an für ein Jahr gesperrt, da er bei der Normeneinreichung für ein Turnier in Ungarn involviert war, welches nicht stattgefunden hatte.
Das Jahr 1971 war Damjanovićs erfolgreichstes: So hatte er nicht nur in der ersten Elo-Liste vom Juli 1971 seine höchste Elo-Zahl, sondern erreichte auch kurz vor Einführung der Elo-Zahlen im Februar 1971 seine höchste historische Elo-Zahl von 2593.